# Sphaeropteris barbata
Sphaeropteris barbata là một loài dương xỉ trong họ Cyatheaceae. Loài này được Wall. mô tả khoa học đầu tiên năm 1830.
Danh pháp khoa học của loài này chưa được làm sáng tỏ. 